# 约相
约相（1948年11月—），又名约相广拉，傣族，云南瑞丽人，中华人民共和国民间艺人，傣族孔雀舞国家级非物质文化遗产代表性传承人，被称为“孔雀舞王”。

## 生平
1948年，约相生于勐卯广拉寨（今属勐卯镇），自幼喜爱跳孔雀舞，18岁时已在中缅边境一带享有名气:378。与同村的艺人旺腊被选入文工队、拜毛相为师不同，约相是自学成才，靠观察孔雀动作学习，仅在1975年短暂接受毛相的指导。1980年，约相作为民间艺人，与德宏州歌舞团演员参加首届全国少数民族文艺会演，表演孔雀舞节目，首次走向全国舞台。2007年，被命名为傣族孔雀舞国家级非物质文化遗产代表性传承人。2013年，约相参加浙江卫视《中国梦想秀》节目，舞蹈艺术家刀美兰为其站台，最终约相获得9万元人民币梦想基金。